# 特型警備車
特型警備車（とくがたけいびしゃ）は、日本の警察が装備している装甲車の公式な装備名称である。都道府県警察本部の機動隊に配備されている。

## 来歴
連合国軍占領下の日本では、一度は戦前に編成されていた警備隊が全廃されたものの、その後は警視庁予備隊に代表されるように集団警備力の再興が進んでおり、独立回復後には全国で機動隊の設置も開始された。これらの部隊は、進駐軍（GHQ）から供与されたフォード製CMPシリーズの砲兵トラクターや、日本軍の九五式軽戦車や九七式中戦車などを改造した放水車や装甲車を使用していた。
しかしこれらの車両は、1960年代に入る頃には老朽化が激しく、70年安保闘争を控えて、更新用の新型車両が必要とされた。まず1950年代後半より、国内製のバス型車両をベースに、2～3ミリ程度の普通鋼板と強化ガラスでボディを囲った警備車が納入されるようになった。しかし1969年の東大安田講堂事件では、従来の投石に加えて金庫までが投げ落とされ、従来の警備車の鋼板では耐えられない事態も発生し、より強力な警備車両が求められるようになった。

## F-3
これに応じて製作されたのがF-3型であり、コマンドカーと通称された。これは三菱W80型トラックのシャシーに防弾鋼板製の車体を乗せたものであった。
このように、ボンネットトラックをもとに鉄板で覆ったような構造であることから、車両前面がまるで犬の顔のように飛び出している。フロントガラスは厚さ32ミリで、また必要に応じて防護板で覆うこともできた。防護板を閉じた場合、上部にあるペリスコープを覗きながら運転することになる。
乗車定員は14名。車体は厚さ6ミリの防弾鋼板で構成されており、跳弾を避けるために多面傾斜形状で構成されている。暴徒によじ登られないよう、車体側面の突起物も極力廃されており、運転席への乗降の際には取り外し式のはしごを使用する。また車体下に潜り込まれないよう、側面下端は鋸歯状になっている。足回りの防弾のため、前輪には鋼板のホイールカバーを、また後輪部にはタイヤカバーを付けるが、このカバーはネジで止める脱着式であった。
車体には四方に向けて2ヶ所ずつの銃眼が用意された。車体上には放水砲（口径18～22mm）を備えた砲塔があり、水槽容量は1,500リットルであった。このほか、50ワットの拡声器と100ワットの投光器も備えていた。
本型は、1970年頃に12両が生産されて、東京・千葉・愛知・大阪の機動隊に配備された。特に警視庁の車両は1972年のあさま山荘事件で出動し、散弾銃やライフル銃の銃撃を受けつつ、放水や隊員輸送に活躍した。しかし一方で、ベースが二輪駆動トラックであったうえに、底部への潜り込み防止のためグランドクリアランスも最低限とされたことから、山道など不整地の走破能力の限界が教訓となり、下記のF-7型の開発につながった。F-3型は老朽化に伴って順次に廃止されていき、警視庁から栃木県警察に移籍したものが最後の1両となった。これはあさま山荘事件で出動した車両で、側面には事件のさいの弾痕が残っている。

## F-7

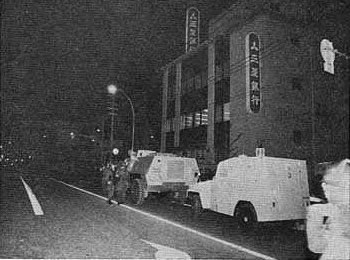
三菱銀行人質事件の際に展開したF-7型（一番奥の車両）

上記の経緯から、機動力を重視した特型警備車として開発されたのがF-7型である。トラック用のコンポーネントを流用しているが、駆動方式は四輪駆動となり、瓦礫やバリケードを乗り越えられるようになった。また水深1メートル程度なら渡渉可能であり、これに備えて排気口は車体後方上部に設けられた。このような不整地踏破能力を確認するため、開発時には自衛隊の演習場で走行テストが行われた。
車体には初めてモノコック構造を採用して、床下にも防弾鋼板を施すことで、従来の警備車で欠けていた車体底部の爆発物への抗堪性も獲得した。車体上部にはひとり用の放水銃塔を搭載、車内レイアウトも前方が運転席、中央が乗員室、そして後部に機関室という、戦車と同じ配置を採用した。ただし悪路走破性を重視して開発されたために車内容積が小さく、F-3と比べて人員や物資の積載性で劣っていたことから、平時の運用性は低く、生産数はF-3型よりも少なかった。

## PV-2

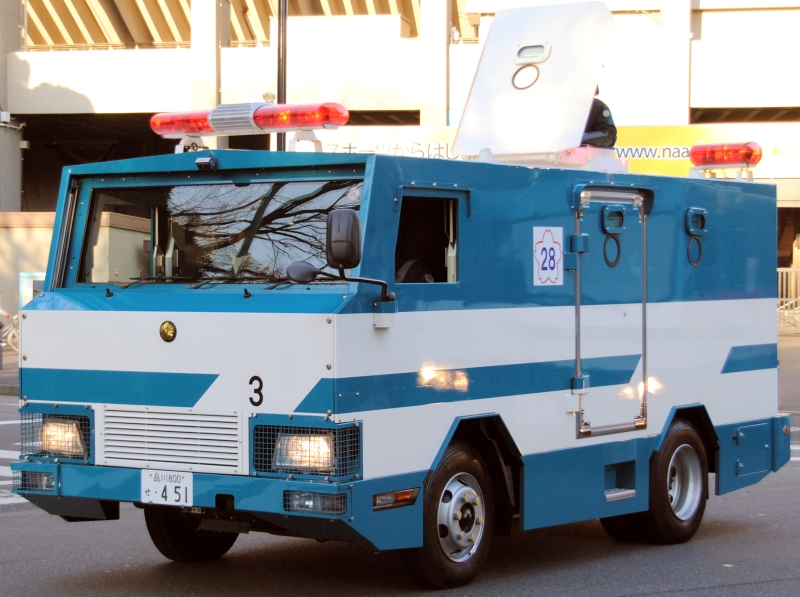
PV-2型 特型警備車
警視庁第3機動隊の所属車両
ルーフ部の装甲板を展開している

上記のように開発・配備された特型警備車も老朽化が進み、また自動車排出ガス規制に適合できない面も出てきたことから、更新が図られることになった。まず三菱ふそう・ザ・グレートをベースに放水砲を備えたPV-1が開発されたものの、大型で機動性に劣り、生産数は少なく、警視庁と大阪などに配備が確認されたのみとなっている。
続いて、同社のキャンターをベースにしたPV-2が開発され、こちらは広く配備された。製造は同グループで自衛隊向けの装甲戦闘車両を多く手掛けてきた三菱重工業が担当している。車体上には、従来の放水砲にかえて、防弾板を備えた銃座が配置された。この防弾板には目標を確認するための防弾ガラス窓と、銃口を出すための銃眼が付されており、360度全方向に対応できるよう、銃座の周囲を旋回させることができる。箱型の車体の両側面と後部ドアにも視察窓と銃眼が設置されている。
車内からの操作によりフロントガラス下部に内蔵された装甲板がせり上がり、フロントガラスを完全に覆う機能が設置されている。装甲板には十字スリット状の細長い覗見孔が開口されており、装甲板展開時には車体前方上部に内蔵されたTVカメラを使用してモニター画面を確認しながら運転を行うことが可能である。車内には、運転席と助手席に加えて、後部に6名の計8名が着座できる。密閉された造りのため、後部にはエアコンと換気扇も設置された。ベースとなるキャンターのモデルチェンジもあって、PV-2型もマイナーチェンジを重ねており、4代目からは側面にもドアが設けられた。
なお、同じくキャンターをベースにしつつ、フロントガラスの防弾板とルーフ上の銃座を省いて小型化したような設計の装甲車として、特型遊撃車も開発・配備されている。また、爆破テロ現場での救助活動のために東京消防庁の消防救助機動部隊が配備した「救出救助車」も、PV-2型との類似性が指摘されている。

## 銃器対策警備車

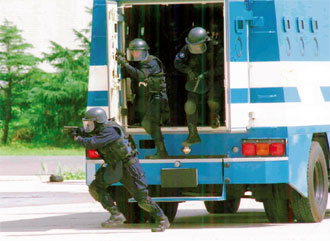
銃器対策警備車の後部ドアから降車展開するSAT隊員

銃器対策警備車は、三菱ふそう・スーパーグレートの除雪車用シャーシ（スーパーグレートFR）を使用した大型防弾装甲車であり、主に特殊部隊（SAT）が使用する。
二軸六輪（後輪はダブルタイヤ、前輪はワイドタイヤとなっている）の車両で、箱型の垂直面で構成された車体の両側面には銃眼が3個ずつ設置されており、観音開きの後部ドアにも銃眼が2個設置されている。フロント部の出っ張りには、家屋の解体などに使われるグラップルが収納されており、突入に際して使用する可能性が指摘されている。車両上部にも防弾盾を兼ねた開閉式の扉を装備する。
銃器対策警備車は警察庁の公開映像や各種訓練などに姿を現しており、北海道警察、千葉県警察、警視庁、神奈川県警察、愛知県警察、大阪府警察、福岡県警察、沖縄県警察への配備が確認されている。

## 登場作品
実物
特型警備車、特にF-3型コマンドカーは、1972年に発生した「あさま山荘事件」に出動した車両がTVの報道映像に写っているものが有名であり、日本における「警察の装甲車」の代表的映像/写真となっている。
その後も警視庁機動隊の出動した大規模警備を報道した映像には度々F-3型や小型コマンドカーが写っており、前述の東京都の排ガス規制で警視庁から移籍されるまでは、警視庁機動隊の"顔"とも呼べる車両であった。
日本では警察が映像作品に実際の部隊・隊員を動員して協力することはまずないため、特型警備車が創作作品に登場したことはないが、ニュース映像の流用という形で実際の特型警備車が撮影された映像が登場する例はある。
その他
映画・テレビドラマ
『人狼 JIN-ROH』(2000年)
架空の警視庁機動隊の装備車両として、F-3型コマンドカーそのままの装甲車両が登場している。
『突入せよ! あさま山荘事件』(2002年)
F-3型コマンドカーのレプリカ車両が製作されて登場している。この車両は用途廃止で払い下げられた消防車を改造したもので、実車同様に放水を行うことが可能であった。
『仮面ライダー555』(2003年)
上述のレプリカ車両が、警察車両として登場。オルフェノクを乗せて、主人公たちを襲撃する。
『S -最後の警官-』(2014年)
テレビドラマ版の第1話で、PV-2型をモデルとした車両が登場。民間のトラックを改造して作っているため、車高が実物よりも高くなっている。漫画版では、SATがPV-2型や銃器対策警備車を、訓練などで使用する。
小説
『交戦規則-ROE-』（2008年）
黒崎視音の小説。新潟県警察の車両が登場。機動隊とその応援として派遣された警視庁銃器対策部隊とともに北朝鮮工作員の立てこもる建物へと突入するが、敵弾が装甲を貫通した上に、RPG-7によって撃破される。
『ゴルゴタ』（2010年）
深見真の小説。四谷見附交差点での銃撃戦にてSAT隊員の盾となるが、SATと対峙した主人公・真田の装備するMINIMI軽機関銃とAK-103のライフル弾が貫通し、1両が燃料タンクへの引火で爆発する。
『ライフルバード』（2013年）
深見真の小説。熊本県警察の車両が登場。序盤の銀行襲撃事件に出動しており、襲撃犯の拳銃弾1発を被弾している。
アニメ・漫画
『オメガ7』（2006年、2014年）
小林源文の漫画。Vol.2で東京でのテロ事件にF-3型とPV-2型が登場。F-3型はRPG-7が直撃して撃破される。このほかに常駐警備車も登場している。Vol.4にもPV-2型がSATの増援として派遣されるが、ロケット弾が直撃して撃破される。
『魔法少女特殊戦あすか』（2015年）
警視庁機動隊の特科車両として、銃器対策警備車が1巻に登場。東アジア連合戦線メンバーのキム・カンスを高速道路で移送中に襲撃を受け、運転手席をRPGで破壊されて操縦不能に陥ったことで高架下へと落下。横転して無力化される。アニメ版にも登場する。

この他にも、創作作品で「警察の装甲車」が描写されている場合、特に"特型警備車"と明記されなくとも実在の特型警備車をモデルとした、あるいはほぼそのままの外観の車両が描写されている例は多い。